# Trollehallar
Trollehallar är en ravin norr om Rössjön i Ängelholms kommun. Ravinen löper i nordostlig riktning. Den bildades i slutet av istiden av en mäktig isälv, som förde med sig stora mängder sten, grus och sand. Rester av stenarna och sanden kan man se om man följer Trollebäcken ner till Rössjön, där flera mäktiga rullstensåsar reser sig i sjökanten. Genom undersökningar av Rössjöns botten vet man också, att åsarna fortsätter ut i sjön, och att bottnen, till skillnad från Västersjön, därför är mycket kuperad och ojämn, med ett känt största djup på mer än 25 meter. Ravinens västra sida är täckt av en mäktig talusbildning, d.s.v. nedrasade kantiga stenblock. Efter hand reser sig allt brantare, upp till 30 m höga klippväggar av gnejs.
Snapphanestallarna
Trollebäckens dalgång i sin nuvarande form är alltså bildad av en isälv i slutet av den senaste istiden. Ungefär en kilometer upp längs dalen ligger de s.k. Snapphanestallarna. De finns i en egen, högre belägen dal, som löper parallellt med Trollebäcken, på dess västra sida. Snapphanestallarna avgränsas av en hög stenvägg, som innehåller svarta stråk av bergarten diabas. Här trängde, troligen för en miljard år sedan, vulkanisk magma upp och stelnade till diabas. 
Det är lätt att föreställa sig att Snapphanestallarna varit ett tillhåll för skoggängare genom tiderna, både stigmän, fångar på flykt och snapphanar väntande på att attackera Karl XI:s trupper vid Ängelholm 1678.